# Døde byer
 Denne artikel bør gennemlæses af en person med fagkendskab for at sikre den faglige korrekthed.
    – Artiklen er en oversættelse af den tyske version fra 18.august 2018
     – Fjern gerne efterladte germanismer, slå-, stave- og andre fejl, så der bruges gængse danske betegnelser, bl.a. geologiske fagudtryk
     – Eftersynet gælder også betegnelserne på de mange lokaliteter og deres placeringer

Døde byer kaldes ruinerne af de tidligere omkring 700 landsbylignende bosættelser fra senromersk og tidlig byzantinsk tid i det nordsyriske kalkstensmassiv, et område som på den tid kaldtes Belus. Bosættelsernes blomstringstid begyndte i 300-tallet e.Kr. og var baseret på dyrkning og salg af oliven, vin og korn. Indtægterne fra det overvejende feudalt organiserede samfund blev investeret af de græsktalende jordejere i overdådigt udførte villaer, offentlige bygninger og frem for alt i massive kalkstenskirker. De fleste af beboerne konverterede til kristendommen i løbet af 300-tallet. I de døde byers område fandt udviklingen af det syriske kirkebyggeri sted fra den enkle kirke i landsbyerne til katedralerne i byerne. I begyndelsen af 600-tallet – endnu før den arabiske erobring – begyndte den økonomiske nedgang af grunde, der endnu kun gøres formodniger om. I de to følgende århundreder blev landsbyerne gradvist forladt.

## Beliggenhed
Det nordsyriske kalkstensmassiv dækker et areal på ca. 5.500 km² og er omkring 140 kilometer langt fra nord til syd og 40-50 kilometer bredt fra øst til vest. 
Det er afgrænset mod nord af floden Afrins frugtbare sletter og mod syd af floden Nahr al-Asi (i antikken 'Orontes'). 
I vest er området adskilt fra bjergkæden Jebel Ansariye af den brede dal Ghab med floden Nahr al-Asi, mens det i øst gradvist går over i det store indresyriske plateau. 
Vejen mellem byerne Hama og Aleppo over Maarat an-Numan var allerede i den osmanniske periode en betydelig hovedvej, og den forløber i det samme landbrugsområde som gammelt syrisk bosættelsesland. 
Langs denne linje ligger alle større byer.

| - Geografi og plateauer i provinserne Idlib og Aleppo i Nordvestsyrien - Idlib - Aleppo - Plateauer i Nordvestsyrien - Plateauer, dale og sletter i Nordvestsyrien |

## Geografi
Det nordsyriske kalkstensmassiv består af et højdedrag eller bjergplateau i 400-500 meters højde – med enkelte tinder på over 800 meter – afbrudt af mellemliggende områder eller sletter (ty. Binnenebenen). Det opdeles i en nordlig, central og sydlig region. 
Nordlig region
I den nordlige del ligger Jebel Siman (øst for vejen mellem Dar Taizzah - Basuta - Afrin) og Jebel Halaqa (ved Dar Taizzah). 
Mellemste region
De tre centrale bjergkæder er fra vest mod øst: nord-syd løber langs floden Orontes bjergkæder i Jebel Dueili (Duwayli) og Jebel Wastani (mod syd til Jisr ash-Schugur). I midten af den centrale region er Jebel il-Ala (til Qalb Loze) med den 819 meter høje Teltita som den højeste top, og i øst  den gennemsnitligt 400-500 meter høje Jebel Barischa med den 'døde by' af samme navn, Barischa.
Sydlig region
I den sydlige del af kalkstensmassivet ligger Jebel Zawiye (også Jebel Riha) med de højeste områder. Bjerget Nebi Aiyub (to kilometer øst for Juzif) når 937 meter her; et par kilometer mod syd ligger en anden top med en højde på 876 meter.
Det forsintrede og forkarstede bjergplateau er tyndt befolket og kan kun bruges til ekstensivt landbrug. Ud over oliven og i nogle få områder druer er det hovedsageligt hvede og byg som dyrkes i vintermånederne. I modsætning hertil er de delvis brede indlandsdale (ty. Ausräumzonen) med ofte dyb og frugtbar, mørkerød kalkstensjord ('Terra Rossa'). 
I den sommerlige, tørre periode er landskabet præget af farvekontrasten mellem rød jord og gråblå kalksten. Om foråret er karsthøjderne dækket af grønt græs og vilde blomster. Kalkstensmassivet er et særtræk for det vestlige Syrien. 
Det er dannet geologisk ud fra den nordsyriske mesa (sp. mesa, 'bord'), et taffelbjerg som er et fritliggende bjerg med plateaulignende top. 
Kun her viser eocæn og miocæn sig i et tektonisk forhøjet lag med 200-400 meter tyk kalksten, 'bakkekalk' ? (ty. Bankkalk), der falder relativt stejlt ned mod floderne Orontes og Afrin.
På trods af rigelig nedbør i vintermånederne er der ingen floder i området, og grundvandsbrønde findes kun i dalbunden. Indbyggerne i landsbyerne på bakkerne har tilpasset sig disse forhold ved siden antikken at opføre cisterner. Dengang var det bjergrige terræn ikke væsentligt mere skovklædt end det er i dag, men et kalkstenslag (ty. Kalksteinflächen) kunne tidligere have ligget over de i dag eroderede kalkstensområder. I nogle forsænkninger tillader pumpevanding af grundvandet også dyrkning af grøntsager om sommeren.

## Historie
"Døde byer" er et udtryk skabt af Joseph Mattern efter en rejse i slutningen af 1930'erne (fr.: 'villes mortes'). [2] 
Bosættelserne blev bygget og var beboet i perioden fra 1. til 7. århundrede. Deres antal anslås forskelligt: 700 bosættelser, en anden optælling kommer til 820.
De ældste bygninger er kun overleveret via indskrifter og få rester. Sassanidernes første invasion 573 i kalkstensmassivets landdistrikter under Khosrau 1. umuliggjorde ikke at bosættelserne kunne fortsætte.
Heller ikke efter den persiske og arabiske erobring af de østlige romerske provinser i første halvdel af 600-tallet blev landsbyerne ødelagt. Der fulgte en gradvis udvandring af kristne, som varede i flere generationer; man kender dog ikke med sikkerhed begrundelsen herfor. I 700-tallet var de fleste landsbyer blevet forladt, og kun få var beboet til ind i 900-tallet.
I oldtiden kaldtes området Belus og var omgivet af de ved floden Orontes – nu: Nahr al-Asi – liggende byer Apamea og Antiokia samt i den nordlige del af Kyrrhos (Cyrrhus) og mod øst af Aleppo. Apamea var forvaltningssæde for den sydlige del (landskabet Apamene), Antiokia for den nordlige del (Antiokene). Inden for massivet kan kun tre bosættelser på det tidspunkt betragtes som byer. 
Den største by var al-Bara – i antikken Kapropera. Deir Seman (Telanissos) var et valfartssted eller pilgrimsby neden for Simeonsklostret, og Brad (Kaprobarada) var det administrative centrum for Antiokene i Jebel Siman, der havde sin blomstringstid i 500-tallet. Resten var større og mindre landsbyer. Men selv bosættelser med mindre end 50 huse havde en kirke (ty. Gemeindekirche) i centrum og måske endnu to kirker eller et kloster i udkanten.
Der er enkelte fund fra den hellenistiske periode, ellers daterer de tidligste arkæologiske fund sig til det 1. århundrede e.Kr. 
Den ældste daterede inskription går tilbage til 73/74 e.Kr. og blev fundet i Refade (plateauet Qatura ved Dar Taizzah). 35 indskrifter dateres fra 1. til 3. århundrede. De fleste af indskrifterne var på græsk, nogle var på oldsyrisk. Den ældste kristne indskrift stammer fra 326/327. Omkring midten af 300-tallet var byen Antiokia blevet overvejende kristen. I landdistrikterne er det sandsynligt at der ved slutningen af århundredet endnu var tilhængere af romerske og hellenistiske kulter. 
Imidlertid beordrede kejser Theodosius den Store (347-395) i slutningen af sin regeringstid at hedensk kult og tilhørende templer skulle ødelægges.
Som et tegn på triumfen over den gamle tro blev kirker opført hvor templerne havde ligget.
I sidste halvdel af 200-tallet indtraf der en forringelse af husarkitekturen, som sandsynligvis havde eksterne politiske årsager. Således kunne sassanidernes erobring af Antiokia i år 256 indirekte have haft en virkning på landdistrikterne. En anden mulig forklaring er en pestepidemi, der over 15 år spredtes i alle romerske provinser. Det økonomiske opsving og udvidelsen af bosættelserne fandt sted i 300-tallet. Blomstringstiden, som de fleste bevarede bygningrester stammer fra, var fra 4. til 7. århundrede.

## Forskningshistorie
Mange af byernes gode bevaringsstand udløste forbløffelse ved deres genopdagelse i 1800-tallet. "Et kristent Pompeji" kaldte således i 1903 den amerikanske teolog Thomas Joseph Shanan et kapitel i sin beskrivelse af den tidlige kristendom.
De første videnskabelige undersøgelser af ruinbyerne i 1860'erne blev ledet af Charles-Jean-Melchior de Vogüé, senere fransk ambassadør i Konstantinopel. De blev udgivet fra 1865 til 1877 med tegninger af arkitekt Edmond Duthoit. 1899-1900 foretog Howard Crosby Butler under en ekspedition på vegne af Princeton University en detaljeret indsamling af materiale, der blev offentliggjort 1903. Et resumé af hans videre rejser i 1905 og 1909 blev udgivet posthumt i 1929. 
Arkitekten Georges Tchalenko restaurerede fra 1935 Simeonsklostret og offentliggjorde 1953-1958 i Paris "Villages antiques de la Syrie du Nord I–III", hvor han præsenterede en historisk udvikling af bosættelserne som en monokultur baseret på oliven. 
I 1970'erne og 1980'erne udførte det franske arkæologiske institut i Damaskus udgravninger. Under ledelse af George Tate og Jean-Pierre Sodini blev der udført udgravninger i Dehes og efterfølgende undersøgelser på yderligere 45 lokaliteter. Tate udvalgte som eksempel Dheses, en stor bosættelse uden specielle forhold for at undersøge de sociale og økonomiske forhold i de døde byer.
Christine Strube arbejdede fra 1977 til 1993 med arkitektur og bygningsdekoration og kunne ved stilsammenligninger fastlægge en præcisere datering af kirkebygningerne.

## Bedriftsformer og indkomstkilder i antikken
Hundredvis af oliepresser har overlevet fra den tidlige byzantinske periode. Olivenlunde blev skabt i monokultur og var livsgrundlaget i landsbyerne. Høstudbyttet blev overdraget til handelskaravaner eller solgt i de nærmeste byer. 
I mindre grad dyrkede landsbyboerne også vin, i det mindste på Jebel Zawiye i syd. 
Korn og grøntsager kunne dyrkes på sletterne, som nogle indskrifter viser. 
Stentrug til kvæg er fundet bevaret i mange huse og tyder på husdyrhold: køer, får og heste. 
En anden indtægtskilde var deltagelse i fjernhandel for de steder der lå mellem Orontes-dalen og det østlige indland.  
Især i den nordlige del blev pilgrimsturisme i 400-tallet af økonomisk betydning for mange kirker og klostre.  
Indbyggerne var jordejere, forpagtere og ansatte i landbruget. Feudalherrerne levede ofte i byen, og deres landejendomme (epoikia) lå hovedsageligt i nærheden af de store byer og blev drevet af afhængige bønder. 
I modsætning hertil var komai landsbyer der snarere lå i baglandet, og hvor jorden blev drevet af frie bønder, der betalte skat. 
Dele af jorden blev forpagtet til offentlige embedsmænd og soldater for særlige formål. 
Der var en særlig form for kontrakt mellem lodsejere og bønder, hvor lejeren blev forpligtet med en kontraktperiode på flere år for at arbejde i markerne eller i olivenlundene. 
Han kunne efter den fastlagte periode – for oliven var det indtil den første modne høst – få halvdelen af det dyrkede område til ejendom.
Store ejendomme blev således opdelt i mindre tomter eller parceller, som blev markeret af et netværk af stenrækker.
Knusning af oliven skete i en første arbejdsgang med stenvalser, som blev bevæget i stenbassiner.
Derefter blev olivenmasken presset ud med stenvægte fastgjort til lange træstænger.
Oliepresserne tilhørte de enkelte huse, mens de større af disse tonstunge konstruktioner blev benyttet af fællesskabet. 
Olivenhøsten i oktober og november og den efterfølgende forarbejdning til olie var arbejdskrævende, og det var nødvendigt at alle arbejdede sammen. 
Man måtte afsætte fire til fem måneders arbejde om året til olivendyrkningen.
Midlertidig finansiering var nødvendig i den lange periode på 12 til 15 år fra anlægning af olivenlunden til den første høst.
Det store antal fund af oliepresser viser landsbyernes daværende rigdom. I Jebel Siman kendes 56, i det centrale område 157 og i Jebel Zawiye 36 oliepresser.
| - Oliepresningsanlæg, vandingstrug, cisterne - Anlæg med oliepresse i Serjilla (syd) - Anlæg i Barischa. - Vandingstrug til kvæg - Cisterne i Barisha |

## Mulige årsager til at bosættelserne forlades
Der er forskellige antagelser om årsagerne til den økonomiske tilbagegang og næsten fuldstændige udvandring frem mod det 10. århundrede. 
De af de Vogüé udbredte forestillinger i 1860'erne om et ædelt og kultiveret samfund bestående af en landadel, der kommanderede en hær af slaver i markerne og til sidst flygtede fra islamiske angribere, veg først da man omkring 1900 blev klar over, at mange steder i den centrale region stadig var bosat i 700-tallet. 
Howard Crosby Butler gjorde nu miljømæssige forandringer ansvarlig, for eksempel jordens forringelse. 
I midten af 1900-tallet foreslog Georges Tchalenko som mulig forklaring, at der kunne være tale om et socialt og økonomisk mere differentieret samfund, hvor en gradvis fragmentering af store godser til små bedrifter havde fundet sted. 

Ifølge Tchalenko begyndte den økonomiske nedgang i begyndelsen af 600-tallet, da handlen mod vest blev afbrudt af den persiske besættelse. Det meste af olivenolien var indtil da blevet bragt til Antiokias havn og eksporteret videre til landene omkring Middelhavet.
Efterspørgslen efter olivenolie kunne også være gået tilbage, fordi olie blev erstattet af voks som brændstof til lamper, og indtægterne fra olieeksporten derfor ikke længere var til rådighed for den nødvendige import af dagligvarer. 
Over for denne forklaring står, at eksport af olivenolie kun var en enkelt indtægtskilde, og at selvforsyning fra kornafgrøder, vinmarker, frugtplantager og husdyr også var af økonomisk betydning. 
Det er uklart, hvorfor befolkningen ikke havde mulighed for at fortsætte med at eksistere i en mere beskeden skala som selvforsynende i arabisk tid.  
Måske ønskede befolkningen det ikke, fordi der på affolkede sletter længere mod øst på grund af krige var frigjort landbrugsland der bød på lettere livsbetindelser.
Georges Tate gik videre end Tchalenko og beskrev i modsætning til de Vogüé de enkelte bønders små huse og bosættelserne som et fællesskab af selvorganiserede arbejdere. 
De store 'villaer' havde været fælles gårde for storfamilier,
og han anså at regionen blev forladt af økonomiske grunde i forbindelse med en økologisk forværring. 
Tate så befolkningstilvæksten i lyset af Malthus' teori om 'befolkningsfælden' samtidig med en forringelse af jorden som det der førte til nedgangen.

## Byggemetoder og byggeformer
I modsætning til de systematisk og rektangulært anlagte romerske byer voksede landsbyerne i kalkstensmassivet frem uden plan og opviser ingen ordnet struktur. Der manglede de bymæssige samlingssteder som torv (agora), amfiteater eller hippodrom. Størstedelen af bygningerne var til beboelse og adskilte sig ofte kun fra offentlige bygninger ved enkelte dekorative elementer. 
Bygherrens økonomiske formåen var afgørende for murværkets kvalitet og valget af de formelementer der skulle anvendes. 
Fremstilling af monolitiske runde søjler ved indgangspartiet krævede meget mere arbejdstid end brug af firkantede stolper til understøttelse.
Det samme gjaldt for hvælv eller overdækninger ved indgangsdøren der kunne være udført med relief.  
Alle bygninger var lavet af mere eller mindre omhyggeligt forbundne fugeløse kalksten og oftest med sadeltag og tagsten. 
Væggene i de første huse bestod af uregelmæssige blokke som 'dobbeltmurværk' (skal- eller kassemure). I 400- og 500-tallet blev husene hovedsageligt fremstillet af simpelt ortogonalt murværk med ensartede vandrette lag og er derfor bedre bevaret. 

### Beboelseshuse
Enkle grundlæggende boligformer blev brugt over en lang periode. Undtagelsesvis var husene med tre, ellers med to etager og orienteret på langs øst-vest med gavltag af træ. 
Ved indgangssiden i syd var der en åben forhal ('porticus'), støttet enten af piller, søjler eller en kombination af piller i stueetagen og søjler ovenpå. 
Landsbyhusene afveg grundlæggende fra peristylhusene i de nordlige syriske byer. I stueetagen var der ofte rum til kreaturer  og ovenpå beboelsesrum. Husene havde normalt to til seks rum, mod syd og sjældnere op til 13 rum. Beboelsesbygningen var en del af et større bebygget område og lå midt i en gård omgivet af en høj mur med enklere udhuse langs de ydre mure. Gårdporten kunne være enkel eller have repræsentativ karakter.
I grundplan og udsmykning kan beboelseshusene næppe skelnes fra de fælles huse ("andron", opr. 'mændenes rum'). Andron havde en central beliggenhed i landsbyen og var ikke omgivet af sin egen gård. Ovenpå var et stort rum, der blev brugt til sammenkomster af alle slags. 
I nogle landsbyer eksisterede der andre fællesbygninger beregnet til rejsende (xenodocheia), kroer (pandocheia) og offentlige bade (termer). 
Beboelseshusenes udsmykning, især søjlekapitælerne, fulgte udviklingen inden for kirkebyggeriet. 
På nogle sekulære bygninger blev udformningen af udvendige overflader udført med profilbånd efter kirkelige forbilleder.
De bedste eksempler på facadeudformning af herskabelige huse findes i Serjilla og tre bygninger i Dalloza, begge i Jebel Zawiye i syd.
Det er endnu uklart hvilken funktion de mange bevarede tårnhuse har haft. Inden for landsbyerne var de tilbygninger til huse som i Jerada. 
De kunne sætte deres præg på vestsiden af kirker med deres to tårne, eller de kunne have stået på markerne.
Endelig kunne de have tjent som lager eller til overvågning.
Fritliggende tårne i det fjerntliggende bjergrige område, hvor angreb af nomader sjældent var forventet, kunne være brugt af eremitter og munke. For tårnet i Refade i nærheden af kulten for Simon Søjlehelgen ville det være tænkeligt.
| - Beboelseshuse og offentlige bade (termer) - Beboelseshus i Jerade (syd) - Hus i Jerada - Beboelseshus med to etager i Serjilla (syd) - Offentligt badeanlæg i Serjilla (syd) |

| - Porticus - Jerade (syd). Huse bygget omkring en åben gård med porticus - Hus i Refade (nord) med tilmuret porticus. |

| - Tårne - Tårn i Jerada (syd) - Tårn i Jerada - Tårn i Jerada - Ikon med Simon Søjlehelgen |

### Kirkebygninger
Arkæologiske fund tyder på, at de første kristne gudstjenester i kalkstensmassivet fandt sted i 200-tallet i Qirqbize (ved Qalb Loze på Jebel il-Ala i den mellemste region tæt ved den nuværende grænse til Tyrkiet) i et rektangulært beboelsesrum ombygget til huskirke.
Fra den romerske boligs grundform udviklede der sig i første omgang uudsmykkede en- og treskibs kirkebygninger. De var som de private huse for bygningsplan og senere udsmykning holdt i traditionen fra hellenistisk arkitektur og fulgte ikke den byzantinske tradition med overhvælvede rum.
Den ældste daterede kirke lå i Fafertin (på Jebel Siman, nord). Over den sydøstlige portal var en græsk indskrift med året 372.
Størstedelen af de kirkebygninger, der er bevaret fra slutningen af 300-tallet, havde blot én etage og kun få havde et empore, galleri. Ifølge kirkeretten var det foreskrevet at alterrummet skulle vende mod øst. 
De mest udbredte var søjlebasilikaer med tre kirkeskibe, hvoraf over hundrede er kendt. 
De tidlige enskibskirker i Jebel il-Ala i den centrale region lignede stadig enkle gavlhuse. Markianos Kyris var den første store arkitekt der nævnes i grundlæggelsesindskrifter. Han var i de første to årtier af 400-tallet ansvarlig for fire kirker i hinanden nærtliggende områder på den nordlige skråning af Jebel Barischa lidt øst for Jebel il-Ala. Til hans bygninger i en enkel klar stil hører den østlige af de to kirker i Babisqa, som blev afsluttet 401, og kirkerne for Paulus og Moses i Dar Qita lidt nordligere tæt på den tyrkiske grænse fra 418. Andre indskrifter med hans navn er udaterede. Sådanne findes i den østlige kirke i Ksedjbeh og kirken i Qasr il-Benat (Qaşr el-Banat, 432).  
Indskriften i den sidstnævnte kirke – afsluttet af en efterfølger – tyder på, at Markianos Kyris "har bygget den efter et løfte".  Han blev begravet i apsissen, hvilket er et tegn på den store veneration arkitekten nød, da gravlæggelser var yderst sjældne inde i selve kirken.
Den ældste og bedst bevarede basilika med brede arkader i midterskibet i Qalb Loze på Jebel il-Ala stammer fra midten af 400-tallet.
Denne særlige syriske kirkebygningsstil kunne uden for kalkstensmassivet opvise spænd på mere end ti meter. Den største søjleafstand havde den ikke længere eksisterende basilika i tempelgården i Baalbek, som ligger i det nuværende Libanon og 'Basilika A' i det østsyriske valfarts- eller pilgrimssted Resafa. Den eneste basilika med brede arkader i syd blev bygget omkring 500 i Ruweiha. 
Den nordlige kirke (Bizzos-kirken) i Ruweiha, hvor det i stedet for slanke søjler var massive og lavstammede piller der understøttede midterskibets mure, blev ikke efterlignet i regionen.
Ofte blev stilen for tilbygninger til den halvrunde apsis overtaget fra det romerske tempelbyggeri, 
så apsissen blev indesluttet i bygningen og ikke var synlig fra ydersiden, således at østmuren befandt sig lige udenfor.
Som med beboelseshusene var indgangen på den sydlige langside. Vestgavlen i kirkerne i den centrale og nordlige del af kalkstensmassivet var lukket, påvirket af den lokale arkitektur for almindelige huse. Først fra 400-tallet kunne der være en dør i vestgavlen. 
I syd havde den vestlige facade på de tidlige kirker også en bred dør. Som en regional arkitektonisk stil blev der i 400- og 500-tallet også rejst basilikaer med kun ét skib. 
Herfra udviklede der sig i anden halvdel af 400-tallet treskibskirker med et rektangulært alterrum i stedet for apsis. Den seneste daterede kirke i denne periode i det nordlige Syrien og en af de sidste i hele Syrien var kirken Sankt Sergios i Babisqa fra 609/610. 
De fleste kirker med et rektangulært alterrum lå i området ved Jebel Barischa i det centrale kalkstensmassiv, med enkelte også i områder i nord. Det var sandsynligvis kun udviklingen i 500-tallet for små landsbykirker. Alle disse kirker havde et simpelt halvtag, pulttag, lavet af en trækonstruktion på østmuren over alterrummet. Til denne bygningstype hører den vestlige kirke i Baqirha (med indskrift dateret 501), den østlige kirke dér fra 546, kirken Khirbet Hasan (Hasan Khirbit, 507) og Sergios-kirkerne i Dar Qita (537) og Babisqa. Dertil endnu tre basilikaer med brede arkader.
En særpræget udformning af en kirkeapsis var på valfarts- eller pilgrimskirken i Qalb Loze. Den ellers udefra usynlige eller upåfaldende apsis trådte nu halvrund ud fra væggen og blev fremhævet af søjler placeret på en slags sålbænk (ty. Fensterbank) der løb i en halvcirkelform rundt foran apsisvæggen. 
Qalb Loze er forløberen for den senere i 400-tallet byggede kirke for 'Simon Søjlehelgen', Qalʿat Simʿan.  
Denne Nordsyriens vigtigste kirkebygning havde især indflydelse på den 491/492 afsluttede Phokaskirke i Basufan i den nordlige region. Den havde også tre to-etagers søjler, der var placeret foran en halvcirkelformet apsisvæg. 
Det er et sjældent eksempel på, hvordan det samme byværksted kunne bidrage til kunstnerisk kvalitet i en landsbykirke svarende til den tidligere udførte store original. 
En apsis med søjler fandtes også i klosterkirken i Deir Turmanin i nord, hvor den femkantede apsis som i Basufan lå mellem sideværts fremspringende eller udragende siderum.
I Deir Turmanin (ti kilometer syd for Deir Seman i nord), i Qalb Loze (centrale del) og ved Bizzoskirken i Ruweiha mod syd findes de eneste facader med to tårne i området med de 'døde byer'. To hjørnetårne, sammen med en smal forhal (narthex) derimellem, som ved  den vestlige gavl ragede ud over sideskibene på basilikaerne, skulle understrege hovedportalen, der var placeret bag en bred cirkelbue. 
Kirkernes to tårne er en ny udformning hvis konstruktion i regionen går tilbage til den hettitiske bygningsform hilani og kan findes i den hellenistiske periode i Syrien og i nogle tempel- og paladsfacader. 
Udviklingen af denne type facade videreførtes herfra til romansk stil i Europa.
| - Basilikaer, kirker og klostre - Ruweiha, basilika – lidt vest for Jerada - Qalb Loze med vestligt dobbelttårn - Mushabbak i nord, søjlebasilika fra slutningen af 400-tallet - Kharab Shams Basilica, lidt SØ for Brad i nord |

| - Simon Søjlehelgens kirke, Simeonsklosteret i Qalʿat Simʿan - Sydfacade - Detalje af sydfacaden - Mønstre på kirkens mure |

### Grave
Den mest almindelige gravtype var et hypogeum, et underjordisk rum hugget ud af klippen med gravnicher (buegrave, 'arkosolia') på tre sider og med adgang fra den fjerde side. 
Indgangen var synlig udefra og i nogle tilfælde udformet som en tempelportal. Der var også stensarkofager med dæksel eller låg placeret på jordoverfladen; i nogle tilfælde var graven forsænket i klippegrund så kun kistelåget var synligt. 
En kombination af underjordisk gravrum med synligt monument over jorden forekom i Brad i den nordlige del af området som en baldakin på fire søjler eller stolper med et pyramideformet tag. Det pyramideformede tag på en til 384 e.Kr. dateret gravkonstruktion i Kaukanaya (i den sydlige del af Qalb Loze) hviler på otte stensøjler eller -piller. 

I al-Bara, i Dana (syd) og i Ba'uda i områdets sydlige del findes firkantede mausoleer med pyramideformede tag, hvis byggeform går tilbage til det græske mausoleum i Halikarnassos. I Dana (syd) var der tilføjet en overdækket forhal dækket med stenbjælker hvilende på to søjler hvoraf noget er bevaret.
| - Grave - Romersk grav i Ruweiha (syd) - Pyramidegrav fra Ba'uda (syd) - Sarkofager i den største af to pyramidegrave i al-Bara (syd) - Sarkofager i Serjilla (syd) |

## Liturgi
Man kan sammenholde ændringer i trosudøvelsen med udviklingen i byggetraditionerne. Arkæologiske undersøgelser og vurdering af samtidige skrifter viser en regional udformning af liturgien i de døde byer. Mødet med den hedenske religion har haft betydning for udformningen af liturgien, blandt andet havde ikoner ikke samme betydning som i den byzantinske ritus.
Liturgien foreskrev at mænd skulle opholde sig i det højre sideskib, kvinderne i det venstre. I de kirker hvor der i hovedrummet var rejst en tværgående adskillelse, var mændenes plads i den østlige, kvindernes i den vestlige, bageste del. De havde adgang gennem to separate indgange i sydmuren. 
Den østlige indgang for mændene havde ofte en udførligt udsmykket intrados og døroverligger (ty. Türsturz) med grundlæggelsesindskriften. Ud over kønsopdelingen var der foreskrevet særlige pladser for gamle og unge mænd og kvinder samt for ugifte kvinder og enker. Når gudstjenesten var begyndt, måtte man ikke længere åbne dørene. Efter læsninger fra de hellige skrifter, prædiken og bøn fulgte som gudstjenestens højdepunkt eukaristien (nadver) som kun var for døbte menighedsmedlemmer.
Gejstligheden sad i apsis på bænke i siderne foran apsis eller på en U-formet indretning (ty. Einbau, 'bema') hvis lige side pegede mod øst, i centrum af hovedskibet. Disse podiers eller tribuners form og indretning var et særtræk for regionen. 
En bema stammede fra den græske tradition for en forhøjning hvorfra man kunne tale, mens i synagogen et podium, bimah, rykkede ind i midten af liturgien.
Bemaer i det nordsyriske kalkstensmassiv eksisterede kun i kirker i mindre bosættelser. Den tidligste kendte blev bygget i 401/2 i Julianoskirken i Brad. Ingen af de udgravede bemaer har tilhørt en biskopskirke. 
På bemaens stensokkel var der opstillet en trone af træ i midten hvor evangeliariet kunne lægges, og rundt herom var der opstillet træstole. Fra midten af 400-tallet blev siddepladserne ved bemaen udført af sten og deres antal sat til tolv.
Den tomme trone i midten omgivet af tolv siddepladser var det rituelle centrum under ordgudstjenesten og skulle forblive fri, fordi den blev opfattet symbolsk som stedet (ty. Aufenthaltsort) for Kristus, der blev opfattet som den egentlige leder af gudstjenesten.
I 400-tallet fandt der en liturgisk forandring sted.
Adgangen til apsis' to siderum blev adskilt fra hinanden: 
Martyrion (relikvierummet) blev nu åbnet til sideskibet af en stor bue og stod via en dør i forbindelse med apsis,
mens apsis' andet siderum, ''diakonikon'', kun kunne nås fra kirkeskibet gennem en lille dør. 
Måske gik processionen frem til alteret gennem rundbuen, og det kunne være blevet en del af gudstjenesten med introduktionen af Jakobsliturgien.
Den første kirke med denne fornyelse var Babisqas østlige kirke (dateret 401). 
Der er ikke holdepunkter for at der blev indført den byzantinske ikonostasis, en ikonudsmykket væg der skal adskille menigheden fra alteret. Men fra slutningen af 400-tallet var der dog forhæng for at adskille alterrummet fra kirkeskibet,
og således kun midlertidigt give menigheden mulighed for indsyn.
Kirker var ofte under beskyttelse af helgener som de fleste af martyrerne tilhørte. Den mest populære var Sergios († o. 303 i Resafa i Østsyrien)

## Oversigt med kort og listning efter region
| Baalbek i Libanon Antiokia Urfa i Tyrkiet Golanhøjderne Haifa i Israel Irbid i Jordan Tal Afar i Iraq Afrin Aleppo Idlib Damaskus Resafa Maarat an-Numan Hama Homs Palmyra Raqqa al-Hasakah Deir ez-Zor Brad Seman Loze al-Bara Serjilla RuweihaOversigtskort med forskellige lokaliteter i Syrien og nabolande Mærkerne skulle fungere som links. Kun røde prikker gælder de 'døde byer' |

Jebel Siman og Jebel Halaqa i nord
- Basufan: sydøst for Deir Seman. Der findes en kirke fra 492 – Kun få rester
- Brad (Kaprobarada): tidligere administrationscenter for Jebel Seman (Siman) – Oven for Basuta
- Burj Haidar (Kaprokera): tre kilometer øst for Basufan – Adskillige kirker
- Deir Seman (Telanissos): Valfartsby med pilgrimsherberger og klostre ved Simeonsklostret
- Deir Turmanin: En af de største basilikaer, der ligner Qalb Loze, som allerede var næsten fuldstændig desintegreret omkring 1900
- Fafertin: Ældste daterede kirke i det nordlige Syrien fra 372
- Kalota: To basilikaer. Den vestlige kirke, afsluttet omkring 600, viser tydeligt begyndelsen på den kulturelle tilbagegang
- Kharab Shams: Søjlebasilika. Midterskibets høje mure helt bevaret, sideskibene mangler og derfor kaldt "styltekirke" (ty. Stelzenkirche)
- Mushabbak: Isoleret beliggende søjlebasilika fra anden halvdel af 400-tallet
- Kafr Nabu: Nord for Burj Haidar. Templer og beboelseshuse fra romertiden. Oliepresse indviet til orientalske guddomme
- Qal'at Sim'an, Simeonsklostret
- Refade: Landsby med alvorligt ødelagte boliger ved Qatura, halvvejs mellem de to steder ligger klosteret Sitt er-Rum
- Simkhar: Landsby med boliger og en basilika fra 300-tallet

Det centrale kalkstensmassiv
- Ba'uda (Baude): Handelscenter, boligbyggeri med to-etagers porticus
- Babisqa: Jebel Barischa. Sted med to kirker
- Baqirha: Sted med to basilikaer på nordsiden af Jebel Barischa
- Barischa: Sted med boliger
- Berriš Nord: Jebel il-Ala. Sidste lille kirke i det centrale kalkstensmassiv fra slutningen af 500-tallet
- Bettir: Jebel il-Ala. Lille tidlig kirke
- Dana (nord): Nord for Jebel Barischa. Romersk grav; den lille kirke fra 400-tallet er forsvundet
- Dar Qita: Tidligere handelscenter med tre basilikaer; af to er der kun få rester
- Dehes: Grundigt undersøgt stor bebyggerlse på plateauet Jebel Barischa
- Deir Seta: Jebel Barischa. Landsby fra 500-tallet med moderne basilika (ty. mit modern verbauter Basilika). Eneste sekskantede dåbskapel
- Qalb Loze: Jebel il-Ala. En af de bedst bevarede tidlige kirker
- Qirqbize: Jebel il-Ala. Ældste huskirke i det nordlige Syrien, velbevarede boliger

Jebel Zawiye i syd
- Al-Bara (Kapropera): Omfattende by med to pyramidegrave
- Ba'uda (Baude): Sted mellem Serjilla og al-Bara, pyramidegrave
- Btirsa: Bebyggelse med en lille kirke
- Dana (Syd): Pyramidegrave på østsiden af Jebel Zawiye, syd for Jerada
- Jerada: Sted med villaer og en basilika, to kilometer øst for Ruweiha
- M'rara (Meghara): Romerske stengrave med søjleporticus nord for Serjilla
- Ruweiha: Stor basilika med brede arkader midt i en gammel bebyggelse
- Serjilla: Velbevaret bebyggelse fra 400-tallet
- Shinsharah (Khirbet Hass): Bebyggelse med velbevarede villaer, en kirke og kloster